# 三花越桔
三花越桔（学名：Vaccinium triflorum）为杜鹃花科越桔属下的一个种。